# Michał Jan Czartoryski
Blahoslavený Michal Jan Czartoryski, OP (19. února 1897 Pelkinie u Jarosławi – 6. září 1944, Varšava) byl polský kněz dominikánského řádu. Katolickou církví je uctívaný jako blahoslavený mučedník.

## Život
Narodil se jako Jan Czartoryski v roce 1897. Na univerzitě ve Lvově vystudoval architekturu a byl promován inženýrem. V roce 1927 vstoupil do dominikánského řádu, kde přijal řeholní jméno Michal a po roce (25.9.) složil řeholní sliby. V roce 1931 byl vysvěcen na kněze a pomáhal s formací řeholního dorostu v Krakově a pak ve Varšavě, kde jako architekt připravoval vybudování řádového domu na Služewci. Kromě toho konal v komunitě služebné práce. V srpnu 1944, když vypuklo Varšavské povstání, byl právě navštívit očního lékaře a už se nemohl vrátit do kláštera ve Služewci. V kněžské činnosti pokračoval jako kaplan v opuštěném kostele sv. Terezie na ulici Tamka. Pomáhal v polní nemocnici. Když 6.9.1944 povstalecké oddíly musely ustoupit do středu města, zůstal v nemocnici s 11 těžce raněnými. Nacisty pak byl společně s raněnými zavražděn a jejich těla byla spálena na barikádě.

## Beatifikace
Beatifikován byl papežem sv. Janem Pavlem II. 13. června 1999 ve Varšavě ve skupině 108 polských mučedníků z doby nacismu.